# Diarrea crónica inespecífica
La diarrea crónica inespecífica (DCI) es un cuadro digestivo pediátrico benigno, que cursa con periodos intermitentes de diarrea eminentemente colónica. Es el tipo de diarrea más frecuente del niño preescolar (entre los 6 y 60 meses). Se ha relacionado con antecedentes familiares de síndrome del intestino irritable.

## Factores Desencadenantes
Los factores desencadenantes que se han relacionado con la aparición de una diarrea crónica inespecífica son:
- Posterior a una gastroenteritis aguda en el niño.
- Infecciones de las vías aéreas superiores como otitis externa recidivante, otitis media, laringotraqueitis, etc.
- Estrés en el niño, por ejemplo por la dentición, un cambio en el entorno familiar o viajes frecuentes.
- Baños frecuentes de agua fría y alimentación fría frecuente.
- Ingesta excesiva de líquidos.

## Síntomas
La diarrea crónica inespecífica es una diarrea intermitente, es decir, hay etapas diarreicas y etapas en las que las heces son normales. Es un proceso benigno que no debe alarmarnos, y que no repercute en las curvas talla/peso ni produce un retraso ponderoestatural. El apetito del niño estará conservado.
Habrá 4-6 deposiciones al día, normalmente no por la noche. La primera deposición del día es normal. Las siguientes poseen unas heces voluminosas, líquidas y fétidas; es posible encontrar alimentos no digeridos en las heces. Son heces colónicas con abundante moco y fibra, pero no vamos a encontrar esteatorrea.  

## Diagnóstico Diferencial
El diagnóstico diferencial habrá que realizarlo con las siguientes entidades:
- Fibrosis quística
- Enfermedad celiaca
- Malabsorción de azúcares
- Sobrecrecimiento de la flora bacteriana
- Parasitosis
- Síndrome postenteritis

## Fisiopatología
La diarrea crónica inespecífica se debe a un fallo en el frenado del tránsito intestinal por parte de los complejos motores migratorios del intestino. Al no estar frenado, existe un tránsito intestinal acelerado en el niño. Los ácidos biliares pasan al colon donde van a tener una función catártica, es decir, aumentan el peristaltismo y disminuyen la reabsorción de agua, desencadenando de esta manera la diarrea líquida.